# No Exit (A puerta cerrada)
No Exit (A puerta cerrada) es una película en blanco y negro coproducción de Argentina y Estados Unidos dirigida por Ted Danielewski sobre el guion de George Tabori  según la obra teatral homónima de Jean Paul Sartre que se estrenó en junio de 1962 en el Festival Internacional de Cine de Berlín, donde obtuvo premios y en diciembre del mismo año en los Estados Unidos. Tuvo como protagonistas a Viveca Lindfors, Rita Gam, Morgan Sterne, Ben Piazza y Susana Mayo. Fernando Ayala realizó la supervisión de la dirección.

## Sinopsis
Un hombre y dos mujeres deben compartir la misma habitación cuando recién llegan al infierno.

## Reparto
- Viveca Lindfors  ...Inez
- Rita Gam  ...Estelle
- Morgan Sterne  ...Garcin
- Ben Piazza  ...Camarero
- Susana Mayo  ...Florence
- Orlando Sacha  ...Gómez
- Manuel Rosón  ...Capitán
- Mirta Miller  ...Carmencita
- Miguel A. Irarte  ...Robert Miguel
- Elsa Dorian  ...Shirley
- Mario Horna  ...Albert
- Carlos Brown ...	Roger Delaney III

## Comentarios
La Productora Aries había decidido filmar dos versiones de la obra de teatro de Sartre, una dirigida por Pedro Escudero con elenco argentino, que se estrenó en este país y otra dirigida por Ted Danielewski en coproducción con Estados Unidos y elenco de este origen que se dio en el Festival Internacional de Cine de Berlín de 1962, en el que el director estuvo seleccionado para el premio a la mejor dirección y Viveca Lindfors fue galardonada con el premio Oso de Plata a la mejor actriz junto a Rita Gam.